# Hagaw

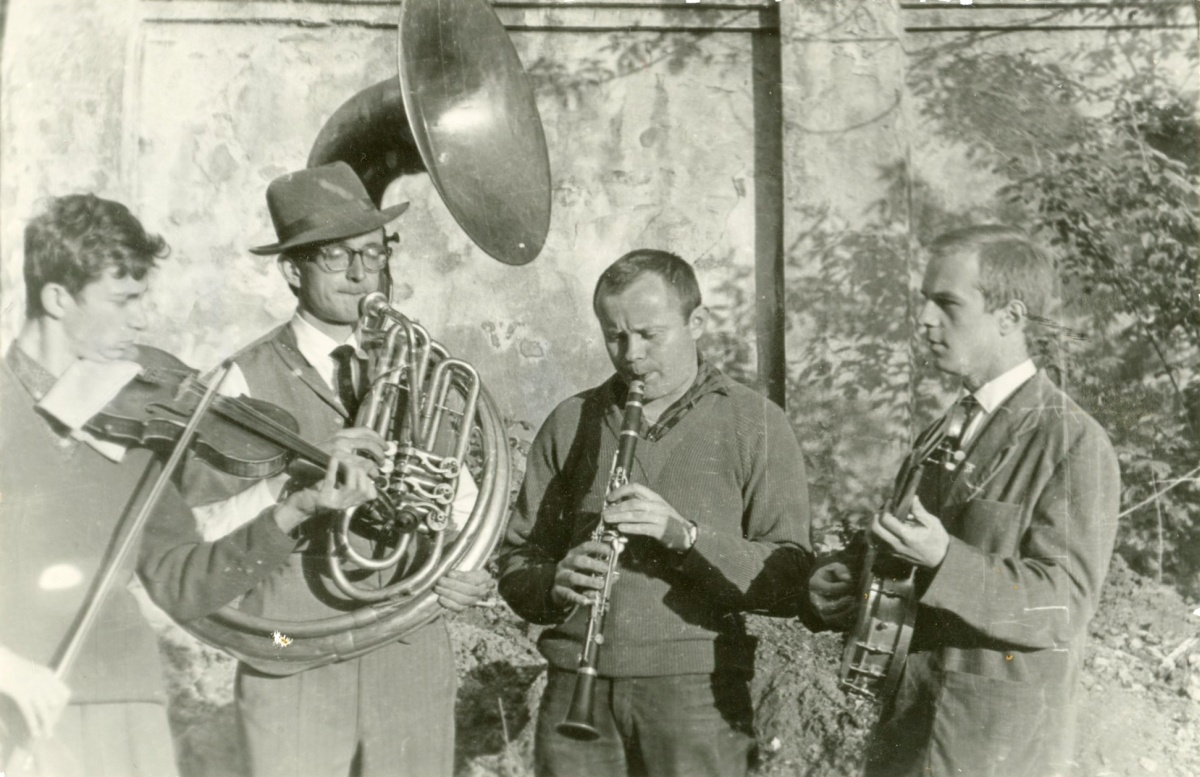
Hagaw während der ersten Probe 1964.

Hagaw (Asocjacja Hagaw, dt. Assoziation Hagaw) ist eine polnische Band des Traditional Jazz.

## Geschichte
Hagaw wurde im Mai 1964 im bekannten Warschauer Club Stodoła als Quintett gegründet. Das erste Konzert fand im November 1964 in Stodoła statt. Hagaw gehört zu den ältesten Traditional-Jazz-Bands Polens.
1965 belegte die Band den vierten Platz beim Wettbewerb des Festivals Jazz nad Odrą, ein Jahr später war es der dritte Platz. Die Gruppe nahm mehrmals am Jazz Jamboree, Old Jazz Meeting sowie dem Festiwal Interwizji in Sopot teil. Stilistisch entwickelte sich die Musik von Hagaw vom Dixieland zum Swing, wobei auch Popularmusik gespielt wurde.

## Name und Besetzung
Der Bandname ist ein Akronym der Initialen der Gründungsmitglieder: Henryk Kowalski (Geige), Andrzej Jastrzębski (Sousaphon), Grzegorz Brudko (Banjo), Andrzej Bielecki, Wiesław Papliński (Waschbrett). Bis zum ersten Konzert wurde Bielecki durch Stanisław Piwowarski (Trompete) ersetzt. Von 1970 bis 1978 war die Gruppe außerdem mit dem Sänger Andrzej Rosiewicz verbunden, der jedoch stets separat auf den Releases vermerkt wurde.
Die Zusammensetzung der Band wechselte mehrfach über die Zeit. Mitglieder waren u. a.: Andrzej Bielecki, Krzysztof Adamek, Jerzy Kruszyński, Waldemar Wolski, Mariusz Wnuk, Jerzy Wysocki, Bogdan Izdebski, Marek Strobel, Ryszard Kula, Tadeusz Federowski, Stanisław Jonak, Zbigniew Konopczyński, Włodzimierz Halik, Paweł Tartanus, Włodzimierz Sadowski, Stanisław Piotrowski, Przemysław Gwoździowski, Marek Kucharski, Stanisław Gąsienica-Brzega, Jerzy Dunin-Kozicki, Andrzej „Fats“ Zieliński, Krystian Brodacki, Marian Sulerz, Izabela Kubacka, Zbigniew Kmiciński und Jan Gonciarczyk. 
2014 bestand Hagaw aus: Stanisław Piwowarski (Leader), Kaja Tyzenhauz, Stanisław Jonak, Przemysław Pogocki, Wiktor Zydroń, Dymitr Markiewicz und Wojciech Zalewski.

## Diskografie
- 1967: Do You Love Hagaw?
- 1969: Happy Hagaw
- 1970: Asocjacja Hagaw i Andrzej Rosiewicz
- 1971: With Goldies But Goodies
- 1974: Ich hab’ das Fräulein Helen baden sehn
- 1975: Asocjacja Hagaw & Andrzej Rosiewicz
- 1976: Veronika, der Lenz ist da
- 1977: Asocjacja Hagaw
- 1980: Manhattan
- 1986: Please

### Filmmusik
- 1976: Na każde wezwanie
- 1977: Klaustrofobia